# 하카타 라멘
하카타 라멘(일본어: 博多ラーメン)은 라멘의 종류 중 하나이다. 후쿠오카현 후쿠오카시에서 유래한 라멘으로, 돼지뼈 (돈코츠)를 우려낸 국물과 가는 면으로 만든다. 주로 후쿠오카 지방의 라멘 전문점, 중화요리점, 포장마차에서 제공된다.
발상에 대해서는 후쿠오카 현 구루메시에서 1947년 창업한 포장마차 삼구(三九)에서 우연히 돼지뼈로 만든 라멘 국물이 만들어져 이 스프로 라멘을 팔았다는 설이 있다. 이로 인해 구루메 라멘이 생기고, 이윽고 가고시마현을 제외한 규슈 각지에 영향을 미치고, 이 스타일이 전해져 하카타 라멘이 되었다는 설 등이 있다.